# Комлева, Мария Андреевна
Матильда (Мария) Андреевна Комлева (1 декабря 1931, Троицк, Уральская область — 3 февраля 2019, Москва) — советский и российский педагог, Народный учитель Российской Федерации (2001).

## Биография
Матильда Андреевна Емшанова родилась в семье военного 1 декабря 1931 года в городе Троицке Троицкого района Уральской области РСФСР, ныне город областного значения Челябинской области. Отец, Андрей Фёдорович Емшанов (1898—?), был кадровым офицером. В 1941 году ушел на фронт, командир 927-го артиллерийского полка 365-й стрелковой дивизии, майор. Был тяжело ранен под Ржевом, в 1945 году брал Штеттин, в мае 1945 года его тяжело контузило.
Окончила школу № 9 в городе Шадринске Курганской области. Поступила в Шадринский государственный педагогический институт, когда институт перевели в Курган, М. А. Емшанова перевелась в Молотовский педагогический институт, который окончила с отличием в 1953 году.
После окончания института Матильда Андреевна Емшанова работала учителем в школе рабочей молодёжи № 7 города Шадринска.
В 1953—1959 годах директор семилетней школы в селе Житниковском Чашинского района Курганской области. Вместо редкого имени Матильда стала использовать распространённое имя Мария.
В 1959—1961 годах директор семилетней школы в посёлке Красный Октябрь Каргапольского района Курганской области.
В 1961—1964 годах — лектор Kypгaнcкoгo обкома КПСС, руководитель лекторской группы Курганского промышленного обкома КПСС.
В 1966 году уехала вместе с мужем, Александром Павловичем Комлевым, в Москву, работала в школе № 102 директором, в этой школе Мария Андреевна создала музей 2-й гвардейской армии. Затем работала в РОНО Севастопольского района Москвы.
В 1978—2013 годах работала директором школы № 199 г. Москвы, в которой организовала многопрофильные классы: физико-математический, гуманитарный, медицинский. Школа № 199 сотрудничает с научно-исследовательскими институтами Российской академией наук и высшими учебными заведениями: Институтом биоорганической химии имени академиков М. М. Шемякина и Ю. А. Овчинникова, Институтом космических исследований, Институтом океанологии имени П. П. Ширшова, Математическим институтом имени В. А. Стеклова, Институтом геохимии и аналитической химии имени В. И. Врнадского, Институтом системных исследований, Институтом биологии гена, Институтом геоэкологии, Российским национальным исследовательским медицинским университетом имени Н. И. Пирогова, Московским энергетическим институтом (техническим университетом), Государственным институтом русского языка имени А. С. Пушкина.
Средняя общеобразовательная школа № 199, которой руководила Комлева М. А. награждена Дипломами третьей и второй степени лауреата Гранта мэра Москвы в сфере образования, в 2013 году заняла первое место среди школьных издательств в Москве и второе в Российской Федерации, школа в течение нескольких лет проводит Всероссийский конкурс проектов «Модель школы XXI века».
Избиралась депутатом Моссовета, была председателем жюри Московского конкурса «Учитель года» и членом жюри Всероссийского конкурса «Учитель года России». Была членом комиссии Политбюро ЦК КПСС по реформе общеобразовательной школы и системы профтехобразования, членом Совета старейшин при мэре Москвы. Была доверенным лицом Московского городского регионального отделения Всероссийской политической партии «Единая Россия».
Матильда Андреевна Комлева умерла 3 февраля 2019 года в городе Москве.

## Награды и звания
- Народный учитель Российской Федерации, 4 сентября 2001 года[7]
- Заслуженный учитель школы РСФСР, 1984 год
- Орден Почёта, 21 ноября 1996 года[8]
- Орден Трудового Красного Знамени
- Юбилейная медаль «За доблестный труд. В ознаменование 100-летия со дня рождения Владимира Ильича Ленина», 1970 год
- Медаль «Ветеран труда»
- Знак отличия «За заслуги перед Москвой», 23 августа 2013 года[9]
- Знак отличия «За безупречную службу городу Москве» XXX лет, 30 ноября 2006 года[10]
- Лауреат премии города Москвы в области образования
- Почетный житель муниципального округа Академический[11] (Юго-Западный административный округ города Москвы)
- Звание «Заслуженный Соровский учитель»

## Семья
Муж Александр Павлович Комлев, руководил Всесоюзным объединением Минмясомолпрома СССР. Внучка Елена Комлева.